# 430.
◄ | 4. stoljeće | 5. stoljeće | 6. stoljeće | ►
◄ | 400-ih | 410-ih | 420-ih | 430-ih | 440-ih | 450-ih | 460-ih | ►
◄◄ | ◄ | 427. | 428. | 429. | 430. | 431. | 432. | 433. | ► | ►►
Astronomija • Književnost • Kršćanstvo • Pravo • Promet

## Smrti
- 28. kolovoza – Sveti Augustin (* 354.)

## Vanjske poveznice
|  | Zajednički poslužitelj ima još gradiva o temi 430. |